# Democracia Agrario Laborista
Democracia Agrario Laborista fue un partido político chileno, fundado en 1963. Su símbolo eran dos espigas de trigo que formaban un círculo, que en su interior poseía un yunque y sobre este una estrella blanca.

## Historia

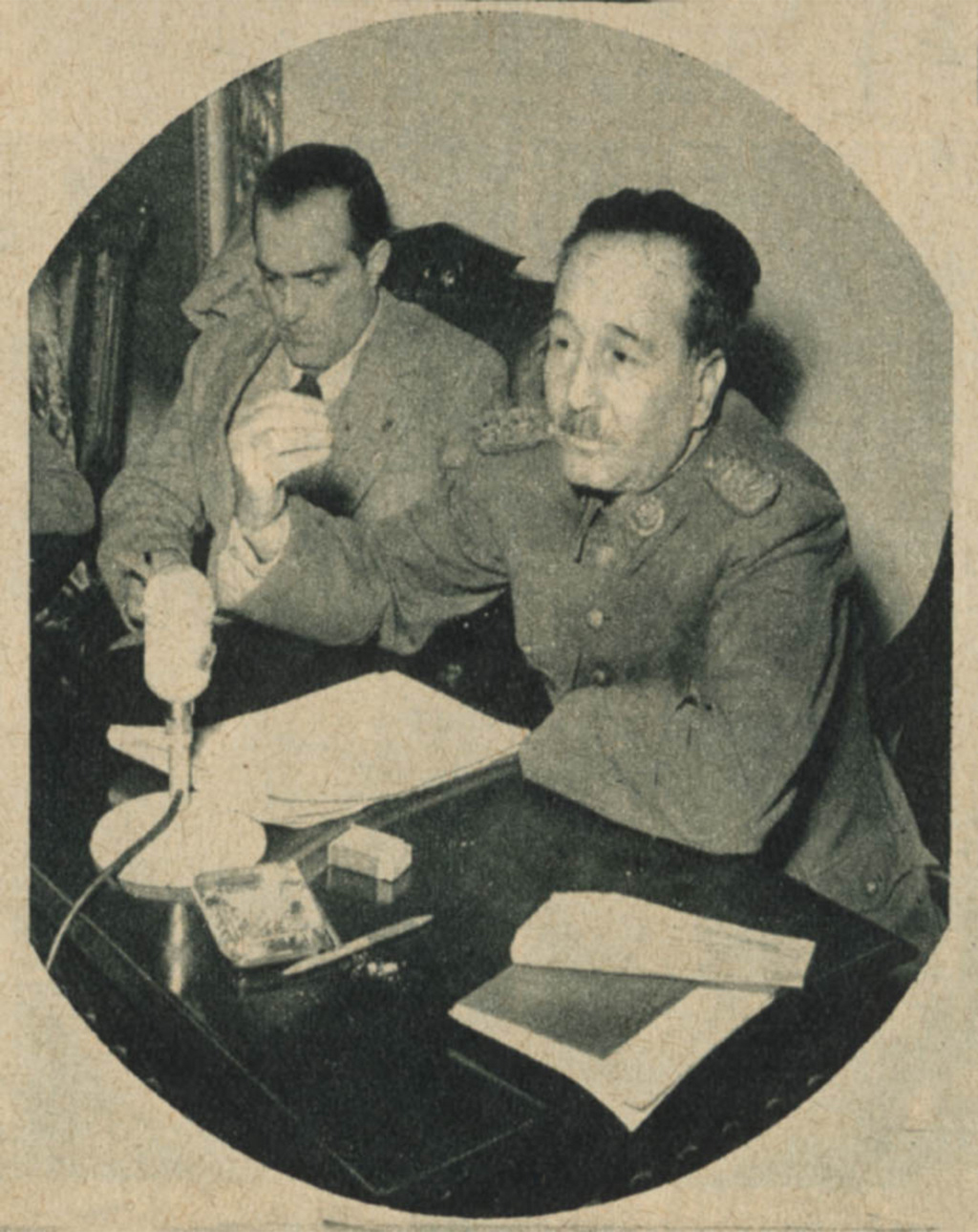
Creación del partido en 1963.

Fue creado el 20 de diciembre de 1963 por exmilitantes del Partido Agrario Laborista (PAL), que había sido disuelto en 1958, a quienes se sumaron los miembros de la Nueva Izquierda Democrática (NID). Sus principios doctrinarios se basaron en un sentido democrático socialmente avanzado y con base gremialista y agraria. Su primera directiva estuvo integrada por Benjamín Videla Vergara como presidente, Guido González Novoa como secretario, Carlos Montero Schmidt y Javier Lira Merino como vicepresidentes, y Alejandro Hales como tesorero. Fue inscrito el 7 de enero de 1964 y legalizado por la Dirección del Registro Electoral el 10 de febrero.

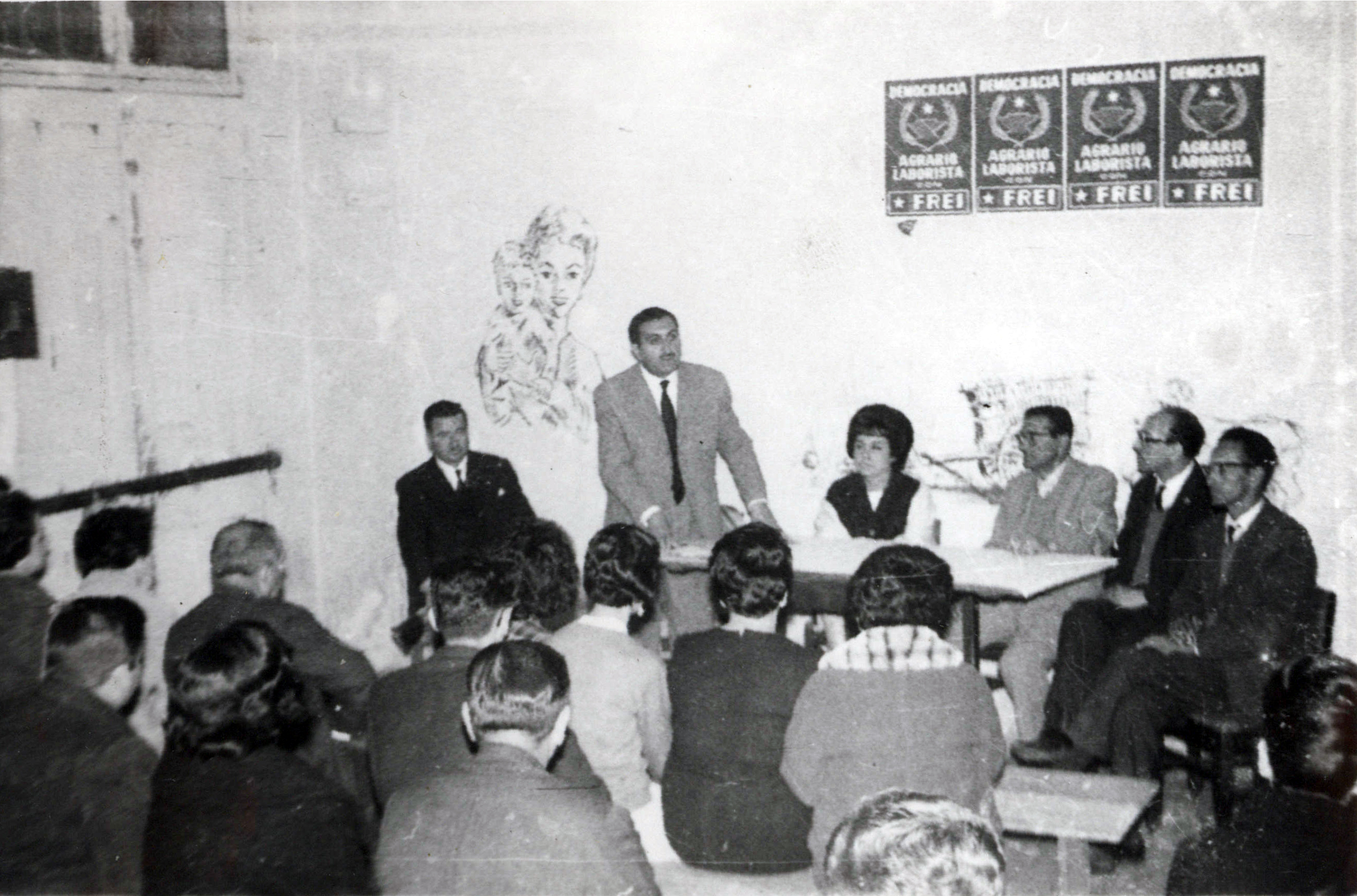
Alejandro Hales encabezando una reunión de la Democracia Agrario Laborista en 1964.

En la elección presidencial de 1964 apoyó la candidatura del democratacristiano Eduardo Frei Montalva. Al llegar las elecciones parlamentarias de marzo de 1965 logró un total de 22 554 votos, pero no obtuvo la elección de ningún parlamentario por lo que dejó de tener existencia legal.
El 25 de junio de 1965, el vicepresidente del Partido Demócrata Cristiano (PDC), Jaime Castillo Velasco, envió una carta a la directiva de la Democracia Agrario Laborista, invitándolos a sumarse al PDC, ya que «la integración permitirá solidificar las fuerzas de la "Revolución en libertad"»; cinco días más tarde, la directiva notificó a los militantes del DAL la aceptación de integrarse al PDC, lo cual se concretaría en julio del mismo año.

## Resultados electorales

### Elecciones parlamentarias
|  | 0,99 % |

|  | 0,58 % |